# Кирпичникова, Анастасия Дмитриевна
Анастасия Дмитриевна Кирпи́чникова (фр. Anastasiia Kirpichnikova; род. 24 июня 2000, Асбест, Свердловская область) — французская пловчиха, ранее выступавшая за Россию. Серебряный призёр Олимпийских игр 2024 года, призёр чемпионатов Европы, призёр чемпионата мира на короткой воде, чемпионка Европы на короткой воде. Мастер спорта России международного класса. Рекордсменка России в плавании на 800 и 1500 метров вольным стилем на длинной и короткой воде. Рекордсменка Франции в плавании на 1500 метров вольным стилем.

## Биография
Родилась в Асбесте, с 7 лет занимается плаванием. Первым тренером была Светлана Михайловна Зверкова. В возрасте 12 лет поступила в училище олимпийского резерва в Екатеринбурге, где её тренером стал Дмитрий Петрович Шалагин.
Предпочитала плавать на спине, но потом сделала упор на кроль, как ей посоветовал тренер.
5 апреля 2021 года на чемпионате России в Казани установила рекорд России на дистанции в 1500 метров вольным стилем — 16:08,18. Прежний рекорд Регины Сыч был установлен в 2003 году и был хуже почти на 5 сек (16:13,13).
В мае 2021 года на чемпионате Европы в Будапеште в составе смешанной эстафеты 4×200 метров вольным стилем завоевала бронзовую медаль. На дистанции 800 метров вольным стилем стала серебряным призёром, показав время 8:21,86. На дистанции 1500 метров вольным стилем также завоевала серебряную медаль, проплыв дистанцию за 16:01,06. Оба раза Кирпичникова уступала только Симоне Квадарелле.
На Олимпийских играх 2020 года в Токио в составе команды ОКР выступала на дистанциях 400, 800 и 1500 метров вольным стилем, лучший результат — седьмое место на дистанции 1500 метров (второе среди всех европейских пловчих после Квадареллы). В предварительных заплывах на дистанциях 800 и 1500 метров установила новые рекорды России — 8:18,77 и 15:50,22 соответственно. Также выступала в плавании на открытой воде на 10 км и заняла 15-е место (более трёх минут проигрыша чемпионке).
В ноябре 2021 года на чемпионате Европы на короткой воде в Казани выиграла три золотые медали на дистанциях 400, 800 и 1500 метров вольным стилем. На дистанциях 800 и 1500 метров опередила Симону Квадареллу и установила рекорды России (на дистанции 1500 метров также установила рекорд чемпионатов Европы). Результат на 1500 метров (15:18,30) лишь на 0,29 сек хуже рекорда Европы немки Сары Кёлер, установленного в 2019 году.
Весной 2023 года стало известно, что Кирпичникова будет выступать под флагом Франции. В июне 2023 года на чемпионате Франции в Ренне выиграла три золота на дистанциях 400, 800 и 1500 метров вольным стилем. При этом на дистанции 400 метров уступила первое место россиянке Анне Егоровой, выступавшей вне зачёта чемпионата Франции.
На чемпионате мира 2023 года в Фукуоке заняла 4-е место на дистанции 1500 метров вольным стилем, установив рекорд Франции (15:48,53). Кирпичникова менее трёх секунд уступила бронзовому призёру Ли Бинцзе. Также Кирпичникова стала девятой на дистанции 800 метров вольным стилем и 14-й на дистанции 400 метров вольным стилем. Анастасия выступала и в плавании на открытой воде: 11-е место на дистанции 5 км и 13-е место на дистанции 10 км. В смешанной эстафете на открытой воде в составе сборной Франции заняла пятое место.
На чемпионате мира 2024 года в Дохе заняла пятое место на дистанции 1500 метров вольным стилем (16:12.98). На дистанции 400 метров вольным стилем заняла 15-е место.
На Олимпийских играх 2024 года в Париже заняла 15-е место на дистанции 400 метров вольным стилем (4:10.32), 7-е место на дистанции 800 м (8:22.80) и 2-е место на дистанции 1500 метров вольным стилем (15:40.35).
На чемпионате мира на короткой воде 2024 года в Будапеште заняла 4-е место на дистанции 1500 метров вольным стилем (15:43.33) и 6-е место на дистанции 800 метров вольным стилем (8:15.16). Среди европеек оба раза Кирпичникова была третьей.
Летом 2025 года на чемпионате мира в Сингапуре заняла пятое место на дистанции 1500 метров вольным стилем (15:57.40, второе время среди европеек после Квадареллы), 11-е место на дистанции 800 метров вольным стилем (8:28.97, до попадания в финал не хватило 1,5 сек), 19-е место на дистанции 400 метров вольным стилем (4:13.92).